# Никулинская улица
Нику́линская улица — улица в районах Тропарёво-Никулино и Очаково-Матвеевское Западного административного округа города Москвы. Проходит от Тропарёвской улицы до Киевского направления Московской железной дороги, часть Северо-Западной хорды.

## Название
Названа в 1988 году по бывшей деревне Никулино, существовавшей на территории района. В состав улицы включён участок Востряковского шоссе.

## Расположение
Улица берёт начало от Тропарёвской улицы и проходит на северо-восток как продолжение улицы Покрышкина, которая в свою очередь, начинается от проспекта Вернадского. Слева примыкает Востряковское шоссе. Далее пересекает овраг, где протекает река Очаковка. В районе Озёрной площади улицу пересекают Мичуринский проспект и Озёрная улица. Затем справа к дублёру-развороту примыкают Большая Очаковская улица и улица Наташи Ковшовой, а слева — Малая Очаковская улица. Заканчивается улица на пересечении Очаковском путепроводом над Киевским направлением Московской железной дороги, за которым переходит в Рябиновую улицу.

## История
Улица проложена в 1988 году. В начале 1990-х годов застроена нечётная сторона улицы. В 2002 году принято решение о строительстве вдоль улицы трассы Солнцевской линии лёгкого метро. В 2004—2005 годах в рамках специального заказа Правительства Москвы были построены три 25-этажных монолитно-панельных треугольных жилых дома-башни серии «Башня Главболгарстроя» — дом № 6 (корпуса 1, 2 и 3). Дома этой серии отличаются оригинальностью архитектурного решения, на крыше расположена вертолётная площадка. Между Никулинской улицей и Олимпийской деревней в 2014 году был построен современный досуговый сквер — «Парк Школьников».
6 ноября 2018 года улица была продлена за Озёрную улицу и площадь; в неё был включён большая часть проектируемого проезда № 1980. В связи с этим нумерация домовладений вошедшей в состав улицы проезда была заменена.

## Здания и сооружения
По нечётной стороне:
По чётной стороне:
- № 10 — школа № 1329 (2004, архитекторы Ю. Богаевская, Н. Лютомский, Г. Сандомирский, С. Миндрул)[4].
- № 5 — школа № 1741

## Аварии
На улице часто происходят автомобильные аварии и наезды на пешеходов, в результате чего поднят вопрос о строительстве подземного перехода между домами 15, корп. 1 и 21.

## Транспорт
Никулинская улица (вместе с улицей Покрышкина) является одной из лидеров в Москве по количеству автобусных маршрутов. По улице проходят автобусы 120, 226, 261, 329, 330, 461 (областной), 610, 622, 630, 667, 688, 699, 718, 752, 807, м16, м17, с17, c252, н11.
В средней части улицы (на Озёрной площади) расположена станция метро «Озёрная» Солнцевской линии.